# Kernphysik
Die Kernphysik (oder Nuklearphysik) ist der Teilbereich der Physik, der sich mit dem Aufbau und dem Verhalten von Atomkernen beschäftigt. Während die Atomphysik sich mit der Physik der Atomhülle befasst, ist die Kernphysik mit der Aufklärung der Kernstruktur, also den Einzelheiten des Aufbaus der Atomkerne und ihrer Reaktionsweisen beschäftigt. Hierzu werden beispielsweise spontane Umwandlungen der Kerne (Radioaktivität), Streuvorgänge an Kernen und Reaktionen mit Kernen experimentell und theoretisch untersucht.
Die Hochenergiephysik und Elementarteilchenphysik haben sich aus der Kernphysik heraus gebildet und wurden daher früher mit zu ihr gezählt; die eigentliche Kernphysik wurde dann zur Unterscheidung manchmal als Niederenergie-Kernphysik bezeichnet. Auch die Reaktorphysik ist zu großen Teilen aus der Kernphysik heraus entstanden.
Die auf der Kernspaltung und Kernfusion beruhenden Technologien zur friedlichen Nutzung von Kernenergie (siehe Kerntechnik) und für militärische Zwecke haben sich u. a. aus bestimmten Forschungsergebnissen der Kernphysik entwickelt. Es ist aber irreführend, dieses technisch-wirtschaftlich-politische Gebiet als „die Kernphysik“ zu bezeichnen.
Personen, die in diesem Fachgebiet arbeiten oder gearbeitet haben, werden als Kernphysiker bezeichnet. Umgangssprachlich wird auch der Begriff „Atomwissenschaftler“ verwendet. In der Anfangsphase sprach man auch von Atomphysikern, wobei die Atomphysik, wie oben erwähnt, eine eigene Disziplin ist.

## Beschreibung
Kernphysik wird sowohl theoretisch als auch experimentell betrieben. Ihr wichtigstes theoretisches Hilfsmittel ist die Quantenmechanik. Experimentelle Werkzeuge sind z. B. Kernreaktoren (speziell die Forschungsreaktoren), Teilchen- und Strahlungsdetektoren, Teilchenbeschleuniger und auch die Vakuumtechnik. Diese und andere Werkzeuge befinden sich häufig als Teil weiterer Gebäude auf einem dafür eingerichteten Forschungszentrum. Zusammengefasst spricht man von Kernanlagen oder kerntechnischen Anlagen, umgangssprachlich auch von Atomanlagen. Es gibt jedoch auch Institute, die Kern- oder Nuklearforschung ohne Anlagen betreiben oder betrieben haben, beispielsweise das Niels-Bohr-Institut.

### Aufgaben
Die Aufgabe der „reinen“ Kernphysik im Sinne von Grundlagenforschung ist die Aufklärung und Erklärung der Kernstruktur, also der Einzelheiten des Aufbaus der Atomkerne, sowie ihres Verhaltens in Kernreaktionen.
Aus der Untersuchung der Radioaktivität und von Reaktionen mit Kernen haben sich viele Anwendungen entwickelt, beispielsweise
- Energiegewinnung aus Kernreaktionen mittels Kernreaktoren und Kernfusionsreaktoren,
- medizinische Diagnose- und Therapieverfahren (etwa Szintigraphie, Brachytherapie), zusammengefasst Nuklearmedizin genannt,
- chemische Anwendungen in der Radiochemie bzw. Kernchemie,
- Verfahren zur vorbeugenden Schadenserkennung in Rohrleitungen mittels Gammastrahlung,
- Herstellung von Materialoberflächen mit besonderen Eigenschaften mittels Ionenimplantation,
- Hilfsmethoden für andere Forschungsgebiete wie etwa die Radiokohlenstoffdatierung in der Archäologie oder die Kosmochemie.

Man stellt sich Kerne als eine – im einfachsten Fall kugelförmige – Ansammlung von Protonen und Neutronen vor.

Typische Größenordnungen im Bereich der Atomkerne und Kernprozesse sind
- Längen: 1 Fermi = 1 fm = 10−15 m
- Energien: 100 keV bis 100 MeV

Ein Atomkern ist aus Z Protonen und N Neutronen aufgebaut, zusammen als A=Z+N Nukleonen bezeichnet. Im neutralen Atom kommen Z Elektronen hinzu. Die Anzahl Z der Protonen heißt Kernladungszahl und ist auch die die Ordnungszahl des betreffenden chemischen Elementes. Die Masse des Kerns wird fast ausschließlich durch die Gesamtzahl A der Nukleonen bestimmt, A wird deshalb auch Massenzahl genannt. Atomarten mit gleicher Ordnungszahl gehören zum selben Element, bei unterschiedlicher Neutronenzahl werden sie als Isotope des jeweiligen Elements bezeichnet. Während die chemischen Eigenschaften (fast) nur von der Ordnungszahl des Kerns abhängen, werden seine physikalischen Eigenschaften sowohl von der Ordnungszahl als auch von der Neutronenzahl bestimmt.
Bei der Beschreibung von Kernreaktionen und Stoßvorgängen ist der Begriff des Wirkungsquerschnitts von Bedeutung. Der Wirkungsquerschnitt für einen bestimmten Vorgang ist ein Maß für die Wahrscheinlichkeit, dass dieser Vorgang im Einzelfall eintritt.

## Geschichte
Die Darstellung orientiert sich vor allem an Friedrich Hund: Geschichte der physikalischen Begriffe und Jörn Bleck-Neuhaus: Elementare Teilchen. Siehe auch die übergeordnete Chronologie unter Atomzeitalter.

### Radioaktivität
Die natürliche Radioaktivität wurde 1895 von Antoine Henri Becquerel anhand der Schwärzung einer Fotoplatte entdeckt, aber erst gegen 1915 richtig als kernphysikalische Erscheinung eingeordnet. Wichtige Entdeckungen, zunächst vor allem durch Pierre Curie und Marie Curie, waren, dass es verschiedene radioaktive Elemente gibt, die zum Teil auch erst in dem Prozess entstehen. Becquerel und das Ehepaar Curie erhielten für ihre Versuche zur Radioaktivität, die man als den historischen Beginn der Kernforschung bezeichnen könnte, 1903 den Nobelpreis für Physik. Die Strahlen wurden anfangs nur durch ihre verschiedene Durchdringungsfähigkeit unterschieden und 1900 von Ernest Rutherford Alpha-, Beta- und Gammastrahlen benannt. Er entdeckte 1900, dass die radioaktiven Elemente sich in andere Elemente umwandeln, sowie das Zerfallsgesetz, das den exponentiellen Zerfall einer reinen radioaktiven Substanz beschreibt. Da die Radioaktivität sich nicht durch chemische oder physikalische Beeinflussung beschleunigen oder verzögern lässt, schloss er richtig, dass es sich bei den Umwandlungen um rein zufällige Prozesse handeln muss. Der Zufallscharakter der ganzen Erscheinung wurde durch Egon von Schweidler 1905 anhand der erwarteten statischen Fluktuationen nachgewiesen und konnte auch durch Szintillation (William Crookes 1903) und Teilchenspuren in der Nebelkammer (Charles Wilson 1911) sichtbar gemacht werden. Solche Beobachtungen haben nicht unwesentlich dazu beigetragen, aus der Hypothese, dass es Atome gäbe, eine wissenschaftliche Gewissheit zu machen. 1909 zeigt Rutherford weiter, dass es sich bei Alphateilchen um doppelt ionisierte Heliumatome handelt. Nach den 1912/13 von Kasimir Fajans und Frederick Soddy gefundenen Verschiebungssätzen war klar, dass das chemische Element sich bei Alpharadioaktivität um {\displaystyle \Delta Z=-2} ändert, bei Betaradioaktivität um {\displaystyle \Delta Z=+1}, und dasselbe bleibt bei Gammaradioaktivität ({\displaystyle \Delta Z=0}). Unerklärbar war die hohe Energie der einzelnen Alpha- oder Betateilchen, um Größenordnungen höher als die Energieumsätze (pro Atom) bei chemischen Reaktionen. Gammastrahlen wurde 1914 von Rutherford durch Beugung an Kristallen als extrem kurzwellige elektromagnetische Wellen identifiziert.
Die lange Lebensdauer der Alphastrahler wurde 1928 von George Gamov auf den quantenmechanischen Tunneleffekt zurückgeführt, der vor allem auch ihre Abhängigkeit von der Energie der Alphateilchen erklären konnte. Zur Erklärung der Betaradioaktivität postulierte Enrico Fermi 1934 eine eigene schwache Wechselwirkung, in der die emittierten Elektronen zusammen mit den (damals hypothetischen) Neutrinos nach der Einsteinformel {\displaystyle E=m\,c^{2}} erst entstehen. Die Entstehung der Gammastrahlung wurde, wie die Lichtemission von Atomen, durch die 1928 von Paul Dirac vorgeschlagene und 1932 von Fermi weiter ausgearbeitete Quantenelektrodynamik beschrieben. Die z. T. extrem langen Lebensdauern, die bei „isomeren Kernen“ auch hier auftreten, wurden 1935 durch Carl Friedrich von Weizsäcker darauf zurückgeführt, dass anders als in der Atomhülle in diesen Fällen die betreffenden Gammaquanten mit einem hohen Drehimpuls erzeugt werden müssen.

### Entdeckung des Atomkerns
Bereits im Jahre 1903 folgerte Philipp Lenard aus der überraschenden Durchlässigkeit von Metallfolien für schnelle Elektronen, dass Atome einen äußerst kleinen schweren Kern besitzen müssten und widersprach damit dem gleichzeitig entstandenen Thomsonschen Atommodell („Rosinenkuchen-Modell“, englisch plum pudding model). Diesem allerdings allgemein akzeptierten Modell zufolge sollte das Atom aus Elektronen in einer diffusen positiv geladenen Wolke in gleichmäßig verteilter, positiv geladener Masse bestehen. Das eigentliche Schlüsselexperiment bei der Entdeckung des Atomkerns gelang 1910 dem Doktoranden Ernest Marsden im Labor des Nobelpreisträgers Ernest Rutherford. Bei Kontrollversuchen zur Herstellung eines scharf begrenzten Strahls von α-Teilchen hatte er bemerkt, dass die Teilchen durch dünne Metallfolien zwar zu 99,99 % fast ohne Ablenkung hindurchgehen, in vereinzelten Fällen aber auch um mehr als 90° abgelenkt werden. Diese starke Ablenkung stand im Widerspruch zum Ergebnis, das nach dem Thomsonschen Atommodell erwartet werden musste. Bekannt war, dass α-Teilchen ionisierte Atome des Edelgases Helium sind und weder von den positiv geladenen Wolken noch von zahlreichen Zusammenstößen mit den Elektronen so weit von ihrer Bahn abgelenkt werden könnten. Ziel der Versuche in Rutherfords Labor war es eigentlich, die Eigenschaften dieser Wolke näher zu untersuchen. Rutherford interpretierte das unerwartete Ergebnis so, dass die Atome der Folie größtenteils aus leerem Raum bestanden, der die Alphateilchen ungehindert passieren ließ, während kleine, elektrisch geladene Partikel darin existierten, die die Alphateilchen aufgrund ihrer großen Masse bei einem der seltenen besonders engen Zusammenstöße sehr stark aus ihrer Bahn werfen konnten. Kurze Überschlagsrechnungen zeigten Rutherford, dass diese „Kerne“ mindestens 1000 Mal kleiner als das Atom sein, aber praktisch seine ganze Masse enthalten mussten. Ob sie positiv oder negativ geladen waren, ließ sich auf diesem Weg nicht entscheiden.
Diese Vorstellung wurde unterstützt durch Henry Moseley, der 1915 bei 40 Elementen nachwies, dass die Photonen der charakteristischen Röntgenstrahlung der schweren Elemente genau der Formel genügten, die 1913 von Niels Bohr für die innersten Bahnen des Elektrons im Coulombfeld einer positiven Punktladung aufgestellt worden waren, wenn die richtige Ordnungszahl für die Kernladung eingesetzt wurde. Die Durchmesser dieser Bohrschen Bahnen sind bis zu 100-mal kleiner als der Atomdurchmesser.
Eine endliche Größe des Atomkerns war, ebenfalls von Rutherford, 1919 dadurch nachgewiesen worden, dass die Ablenkung von Alphateilchen, die dem Mittelpunkt des Coulombpotentials näher als einige fm gekommen waren, nicht mehr der für Punktladungen berechneten Häufigkeitsverteilung folgte. Dies Phänomen heißt „anomale Rutherfordstreuung“ und diente noch bis in die 1950er Jahre zur genaueren Bestimmung der Kernradien.

### Bestandteile und Größe des Atomkerns
1919 fand Rutherford auf einer Aufnahme mit der Nebelkammer den Beweis, dass ein energiereiches Alphateilchen aus einem Stickstoffkern einen Wasserstoffkern herausgeschlagen hatte. Er sah im Wasserstoffkern einen universellen Baustein aller Kerne und gab ihm den Namen „Proton“. Da durch die Massenspektrometrie um diese Zeit schon festgestellt worden war, dass die Atome aller Elemente nahezu ganzzahlige Atomgewichte A hatten, nahm Rutherford an, die Kerne mit Massenzahl A und Ordnungszahl Z seien aus einer Anzahl A Protonen und (A–Z) Elektronen zusammengesetzt. Dieses Proton-Elektron-Modell wurde lange Zeit als gültig angenommen, bis 1932 von James Chadwick das Neutron entdeckt wurde.

### Kernspin, magnetisches Dipolmoment, elektrisches Quadrupolmoment
Die Hyperfeinstruktur, eine Aufspaltung der Spektrallinien von der Größenordnung 1:10−5 (im optischen Bereich) wurde 1924 entdeckt und durch die Existenz eines Kernspins gedeutet, der ein magnetisches Moment des Kerns bedingt. Je nach Einstellwinkel zum Drehimpuls bzw. magnetischem Moment der Atomhülle ergeben sich diese extrem geringen Zusatzenergien. Aus der Zahl der durch die Aufspaltung entstandenen Linien und ihrer Verschiebung in einem zusätzlich angelegten Magnetfeld (Zeeman-Effekt) konnte 1927 zum ersten Mal der Spin eines schweren Kerns bestimmt werden ({\displaystyle {}_{83}^{209}\mathrm {Bi} ,\ I=9/2}).
Der Spin 1/2 des Protons wurde 1927 anhand eines scheinbar sehr fernliegenden Phänomens nachgewiesen, einer Anomalie in der Temperaturabhängigkeit der spezifischen Wärme von Wasserstoff bei Temperaturen unter 100 K. Die Erklärung beruht darauf, dass das H2-Molekül bei diesen Temperaturen in einer von zwei stabilen allotropen Formen vorliegt, bei denen sich die Spins der beiden Protonen zu 0 oder zu 1 koppeln. Der Energieunterschied beider Formen ist extrem klein (ca. 10−12 eV), die quantenmechanischen Zustände der Moleküle haben aber entgegengesetzte Symmetrie und zeigen daher verschiedene Rotationsspektren. Diese drücken sich bei tiefen Temperaturen in der spezifischen Wärme aus.
Das magnetische Moment des Protons wurde von Otto Stern u. a. nachgewiesen, indem an einem extrem eng fokussierten H2-Molekülstrahl in einem inhomogenen Magnetfeld eine geringe Aufweichung beobachten konnten. Der Versuch ist analog zur Aufspaltung eines Atomstrahls mit Atomen mit einem ungepaarten Elektron (Stern-Gerlach-Versuch von 1923). Die Ablenkung der Moleküle durch die Kraft auf die Momente der beiden Protonen war ca. 700 Mal kleiner als die, die vom magnetischen Moment der beiden Elektronen verursacht würde, und blieb überhaupt nur sichtbar, weil die beiden Elektronen im H2-Molekül ihre magnetischen Momente exakt antiparallel ausrichten. Der ermittelte Protonen-g-Faktor von mindestens g = 5 (statt wie beim Elektron g = 2 oder gar wie klassisch erwartet g = 1) zeigte, dass Proton und Elektron grundlegend verschiedene Elementarteilchen sind. 1937 erweiterte Isidor Rabi die Apparatur so, dass die magnetische Energieaufspaltung mittels einer Resonanzmethode nachzuweisen war. Damit steigerte er die Genauigkeit auf 4 Dezimalstellen und maß auch das magnetische Moment anderer Kerne, u. a. das des Deuterons, das (näherungsweise) die Summe der Momente von Proton und Neutron ist. Der Spin des Neutrons war bereits durch Beobachtung der optischen Hyperfeinstruktur an geeigneten Kernen zu 1/2 ermittelt worden.
Ab 1935 wurde in der Hyperfeinstruktur von Kernen mit Kernspin ≥ 1 entdeckt, dass die Niveauabstände nicht genau der linearen Abhängigkeit folgten, die bei Wechselwirkung von Dipolen gilt, sondern einen quadratischen Beitrag hatten. Die mögliche Erklärung war das elektrische Quadrupolmoment aufgrund einer permanenten Abweichung von der Kugelgestalt. Dies wurde erst im Lauf der 1940er Jahre allmählich akzeptiert.

### Massendefekt, Bindungsenergie, Fusion, Spaltung
Um 1920 war durch die immer genaueren Massenbestimmungen der Kerne in Massenspektrometern erwiesen, dass alle Kerne etwas leichter sind als die Summe der Massen ihrer Bausteine (damals als Protonen und Elektronen angenommen). Einen Zusammenhang mit der Bindungsenergie vermutete erstmals Arthur Eddington, das war die erste praktische Anwendung der Einsteinschen Formel {\displaystyle E=m\,c^{2}} auf gemessene Daten. Eddington sah in der Fusion von Wasserstoff zu Helium auch schon die Quelle der sonst physikalisch nicht zu erklärenden Energieabstrahlung der Sonne. Allerdings fusionieren die Protonen in der Sonne größtenteils nicht direkt, sondern über den durch Kohlenstoff katalysierten Bethe-Weizsäcker-Zyklus, benannt nach seinen Entdeckern 1938 Hans Bethe und Carl Friedrich von Weizsäcker.
Anfang der 1930er Jahre war bei allen Kernen der Massendefekt mit ca. 1 % Genauigkeit bestimmt worden. Zur gleichen Zeit erreichten die Teilchenbeschleuniger Energien knapp unter 1 MeV, sodass es möglich war, bei Reaktionen wie {\displaystyle {}_{3}^{7}\mathrm {Li} +{}_{1}^{1}\mathrm {H} \to {}_{2}^{4}\mathrm {He} +{}_{2}^{4}\mathrm {He} } eine vollständige Bilanz der Massen und kinetischen Energien aufzustellen. Einsteins Formel wurde damals mit 10 % Genauigkeit bestätigt.
Demnach war Kernspaltung energetisch möglich, galt aber als ausgeschlossen, bis sie durch Otto Hahn, Fritz Strassmann und Lise Meitner 1938/39 überraschend entdeckt wurde. Mit dem Ziel, die Energiefreisetzung von über 200 MeV pro Urankern für eine Bombe nie dagewesener Zerstörungskraft auszunutzen, setzte in Deutschland, Großbritannien und den USA eine intensive staatliche Forschung ein. Die Fülle der dabei gewonnenen Daten und Erkenntnisse wurde großenteils erst in den 1950er Jahren der allgemeinen Wissenschaft zur Verfügung gestellt. 1942 wurde in den USA der erste Kernreaktor in Betrieb gesetzt. Das erste neue chemische Element, Plutonium (Z = 94), das auch für eine Bombe geeignet war, wurde in Reaktoren (durch Neutroneneinfang an Urankernen) tonnenweise hergestellt. Die Fusion von Wasserstoff zu Helium (in der Form {\displaystyle {}_{1}^{3}\mathrm {H} +{}_{1}^{2}\mathrm {H} \to {}_{2}^{4}\mathrm {He} +{}_{0}^{1}\mathrm {n} }) wurde 1952 in der ersten H-Bombe realisiert. Bei weiteren Testexplosionen mit immer stärkeren Bomben wurden in den Überresten weitere, durch vielfachen Neutroneneinfang neu gebildete Transurane nachgewiesen (um 1960 etwa bis Z = 103). Zu den Einzelheiten siehe Kernwaffe und Kernwaffentechnik.

### Kernmodelle
Bezüglich der Zusammensetzung der Kerne wurde das Proton-Elektron-Modell von 1920 nach der Entdeckung des Neutrons 1932 durch das Proton-Neutron-Modell abgelöst. Für die einzigartige Stärke der Anziehungskräfte wurde eine eigene Starke Wechselwirkung postuliert, deren mögliches Zustandekommen zusammen mit ihrer kurzen Reichweite erstmals 1937 von Hideki Yukawa durch den ständige Erzeugung, Austausch und Absorption eines hypothetischen Teilchens gedeutet wurde. Dieses Teilchen wurde von Cecil Powell 1947 in der Höhenstrahlung entdeckt und Pion genannt.
Für die Bindungsenergie und damit den Massendefekt stellte Carl Friedrich v. Weizsäcker 1935 das Tröpfchenmodell auf, in dem das Zusammenwirken von starker Kernkraft und elektrostatischer Abstoßung rein phänomenologisch modelliert wird. Ein darüber hinausgehendes Verständnis der Struktur der Kerne wurde erst 1949 durch das Schalenmodell von Maria Goeppert-Mayer und (unabhängig) J. Hans D. Jensen möglich, die analog zum Schalenmodell der Atomhülle die Nukleonen als gebundene Teilchen in einem gemeinsamen sphärischen Potentialtopf betrachteten. Damit setzten sie sich darüber hinweg, dass das Zustandekommen dieses gemeinsamen Potentials aus der kurzreichweitigen Kernkraft heraus nicht zu begründen war. Das Schalenmodell war äußerst erfolgreich u. a. bei der Erklärung der „magischen Zahlen“, die die Kerne mit besonders fester Bindung auszeichneten, sowie der Abfolge von Kernspins und magnetischen Momenten bei einem sukzessiven Aufbau der Kerne aus Protonen und Neutronen. Im Jahr 1963 wurden Wigner (für Symmetrie-Prinzipien), Goeppert-Mayer und Jensen (jeweils für das Schalenmodell) der Nobelpreis für Physik verliehen. Allerdings konnte das Schalenmodell mit seinem kugelsymmetrischen Potentialtopf weder die Quadrupolmomente noch die kollektiven Anregungen deuten, die sich mit der Entwicklung der Gammaspektroskopie mit Szintillationszählern in immer mehr Anregungsspektren von Kernen zwischen den magischen Zahlen zeigten. Basierend auf Ideen von James Rainwater schlugen Aage Bohr und Ben Mottelson 1954 das Kollektivmodell mit stabiler ellipsoidischer Deformation vor. Rainwater, Bohr und Mottelson wurden im Jahr 1975 dafür zur gleichen Teilen der Nobelpreis verliehen. Mit dem Schalenmodell als einem Modell unabhängiger Teilchenbewegungen schien das zunächst schwer zu vereinbaren. Das schließlich erfolgreiche vereinheitlichte Modell wurde in den 1960er Jahren ausgearbeitet.

### Kernreaktionen
Nach dem elastischen Stoß von Heliumkernen an Goldkernen im Rutherfordexperiment von 1910 wurde eine echte Reaktion zwischen zwei Kernen erstmals 1919 in einer Nebelkammeraufnahme beobachtet, ebenfalls von Rutherford. Sie führte zu der Entdeckung, dass der Wasserstoffkern in anderen Kernen als Baustein enthalten ist, weshalb er einen eigenen Namen erhielt: Proton (Reaktion {\displaystyle {}_{\ 7}^{14}\mathrm {N} +{}_{2}^{4}\alpha \to {}_{\ 8}^{17}\mathrm {O} +{}_{1}^{1}\mathrm {p} }). Um dieselbe Zeit wurden durch anomale Rutherfordstreuung (s. o.) die ersten Kernradien bestimmt. James Chadwick zeigte 1930 durch elastische Streuung von Alphastrahlen in Heliumgas erstmals die Verdoppelung der 90°-Ablenkung, die von der Quantenmechanik allein aufgrund der Ununterscheidbarkeit der stoßenden Teilchen vom Typ Boson vorhergesagt wird. 1933 zeigte Christian Gerthsen, der theoretischen Vorhersage entsprechend, an der Streuung von Protonen in Wasserstoff den umgekehrten Effekt beim Stoß von identischen Fermionen. 1932 wurde durch Chadwick das Neutron als Baustein der Kerne nachgewiesen, indem er die Strahlung schwerer neutraler Teilchen nach dem Beschuss von Be mit Alphateilchen analysierte (Reaktion {\displaystyle {}_{4}^{9}\mathrm {Be} +{}_{2}^{4}\alpha \to {}_{\ 6}^{12}\mathrm {C} +{}_{0}^{1}\mathrm {n} }). Die bei der Streuung von Neutronen an Kernen bei bestimmten Energien zu beobachtenden scharfen Maxima im Wirkungsquerschnitt (Resonanzen) wurden 1936 durch Niels Bohrs Modell der kurzzeitigen Bildung eines angeregten Compoundkerns erklärt, der seine Energie dann in verschiedener Form abgeben kann. Darunter ist der endgültige Einfang des Neutrons, der zu einem schwereren Isotop führt, als es in der Natur vorkommt, und der sich in einem nachfolgender Betazerfall zum Kern eines schwereren Elements umwandelt (ab 1939, zuerst {\displaystyle {}_{\ 93}^{239}\mathrm {Np} ,{}_{\ 94}^{239}\mathrm {Pu} }, später in den Überresten von H-Bomben-Explosionen bis etwa Z = 100). 1938 wurde durch Hahn, Straßmann und Meitner entdeckt, dass Neutroneneinfang auch Kernspaltung auslösen kann. Ab 1946 wurden neue Elementarteilchen entdeckt, die in Kernreaktionen der Höhenstrahlung und an Teilchenbeschleunigern entstanden waren (Pion, Lambdateilchen etc.). Die Möglichkeit, einen Kern durch das elektrische Feld beim Vorbeiflug eines schnellen zweiten Kerns anzuregen (Coulombanregung), wurde ab 1949 zum Studium kollektiver Anregungen genutzt. Zugleich begann die Erforschung der Teilchenübertragung in Reaktionen mit schnellen Projektilen (z. B. Abstreifen eines Neutrons aus einem vorbeifliegenden Deuteron), die durch den neuen Reaktionsmechanismus der direkten Reaktion erklärt wurde und eine Fülle von Daten zur Struktur der Kerne in den so gebildeten Zuständen hervorbrachte. Ab den 1960/70er Jahren wurden zunehmend an Schwerionenbeschleunigern die Reaktionen von zwei schweren Kernen bei hochenergetischen Stößen untersucht. Als neuer Typ zeigte sich dabei die tiefinelastische Reaktion, bei der das Projektil tief in den Targetkern eindringt, die Kernmaterie gleichsam zum „Aufkochen“ bringt und Anzeichen eines Phasenwechsels analog zur Verdampfung einer Flüssigkeit hervorruft. Mit solchen Reaktionen wurden auch die extrem schweren und meist kurzlebigen Kerne oberhalb von etwa Z = 99 hergestellt. Ist das hochenergetische Projektil hingegen ein Proton, findet häufig eine Spallation statt, das ist im ersten Schritt eine Verteilung der Einschussenergie auf alle Nukleonen des getroffenen Kerns, gefolgt von Abregung durch Verdampfung von (vorzugsweise) Neutronen oder Spaltung.

### Kernspaltung
Otto Hahn und sein Assistent Fritz Straßmann entdeckten im Dezember 1938, dass durch Bestrahlung mit Neutronen Urankerne gespalten werden (induzierte Kernspaltung). Später wurde nachgewiesen, dass bei diesem Prozess ein großer Energiebetrag sowie weitere Neutronen freigesetzt werden, sodass eine Spaltungs-Kettenreaktion und damit die Freisetzung technisch nutzbarer Energiemengen in kurzer Zeit, also bei hoher Leistung, möglich ist. Darauf begannen, etwa gleichzeitig mit dem Zweiten Weltkrieg, Forschungsarbeiten zur Nutzung dieser Energie für zivile oder militärische Zwecke. In Deutschland arbeiteten unter anderem Carl Friedrich von Weizsäcker und Werner Heisenberg an der Entwicklung eines Kernreaktors; die Möglichkeit einer Kernwaffe wurde gesehen, aber nicht ernsthaft verfolgt, weil die voraussehbare Entwicklungsdauer für den herrschenden Krieg zu lang erschien. In Los Alamos forschten im Manhattan-Projekt unter der Leitung von Robert Oppenheimer die Physiker Enrico Fermi, Hans Bethe, Richard Feynman, Edward Teller, Felix Bloch und andere. Obwohl dieses Projekt von Anfang an der Waffenentwicklung diente, führten seine Erkenntnisse auch zum Bau der ersten zur Energiegewinnung genutzten Kernreaktoren.

### Öffentliche Diskussion
Kaum ein Gebiet der Physik hat durch seine Ambivalenz der friedlichen als auch zerstörerischen Nutzung die öffentliche Diskussion mehr angeheizt: Für Fortschrittskritiker war die Kernphysik die Büchse der Pandora, für Fortschrittsgläubige eine der nützlichsten Entdeckungen des 20. Jahrhunderts. Die Kernspaltungstechnik war der Auslöser einer neuen Wissenschaftsethik (Hans Jonas, Carl Friedrich von Weizsäcker). Die politische Auseinandersetzung um den vernünftigen und verantwortbaren Umgang mit der Kernenergie findet bis heute statt, z. B. in der Auseinandersetzung um den Atomausstieg Deutschlands.

## Institute und Forschungseinrichtungen (Auswahl)
Weltweit gibt es eine große Anzahl an Forschungseinrichtungen, die in der Kernphysik oder Kerntechnik forschen. Die Institute und Organisationen sind heutzutage meistens multidisziplinär aufgestellt und beinhalten häufig angrenzende Wissenschaften, wie die Teilchenphysik (Hochenergiephysik), Computerphysik usw.
Es werden im Folgenden einige bekannte Beispiele aufgezählt. Weitere Beispiele siehe Kerntechnik.

### Deutschland
- DESY Hamburg
- GSI Darmstadt
- Max-Planck-Institut für Kernphysik, Heidelberg
- Ehem. Kernforschungsanlage Jülich (KFA), heute Forschungszentrum Jülich; dort das Nuclear Physics Institute (IKP)[8]
- Ehem. Kernforschungszentrum Karlsruhe; dort immer noch aktiv das JRC Karlsruhe (ehem. Europäisches Institut für Transurane (ITU)) am KIT Karlsruhe
- Ehem. Hahn-Meitner-Institut für Kernforschung Berlin, heute Helmholtz-Zentrum Berlin für Materialien und Energie
- Institut für Kernphysik an der TU Darmstadt[9]
- Institut für Kernphysik der Universität Mainz[10]
- Institut für Kernphysik der Universität zu Köln[11]
- Max-Planck-Institut für Plasmaphysik (IPP)
- Ehem. Zentralinstitut für Kernforschung Rossendorf, heute Helmholtz-Zentrum Dresden-Rossendorf

### Europa und International
- Frankreich: Commissariat à l’énergie atomique et aux énergies alternatives (CEA) sowie das Centre national de la recherche scientifique (CNRS)
- England: Cavendish Laboratory, Clarendon Laboratory, Atomic Energy Research Establishment (A.E.R.E), bzw. ihre Nachfolgeorganisation United Kingdom Atomic Energy Authority (UKAEA)
- Russland, z. B. Vereinigtes Institut für Kernforschung oder Kurtschatow-Institut
- USA, einige der 17 National Laboratories[12], z. B. das Brookhaven National Laboratory (BNL)

## Preise und Auszeichnungen
- Edward Teller Award der American Nuclear Society (ANS)[13], USA
- Ernest Orlando Lawrence Award, USA
- Ernest Rutherford Medal and Prize, GB
- Flerov-Preis, UdSSR/RU
- Hans-A.-Bethe-Preis, American Physical Society (APS), USA
- Herman Feshbach Prize in Theoretical Nuclear Physics, USA
- Kurtschatow-Goldmedaille, UdSSR/RU
- Lise-Meitner-Preis der European Physical Society (EPS)
- Nuclear Innovation Prize, EU
- Tom-W.-Bonner-Preis für Kernphysik, USA

### Einsteiger
- Hans Paetz gen. Schieck: Atome, Kerne, Quarks – Alles begann mit Rutherford (= essentials). Springer Fachmedien Wiesbaden, Wiesbaden 2019, ISBN 978-3-658-24810-9, doi:10.1007/978-3-658-24811-6.
- Alexander Belyaev, Douglas Ross: The Basics of Nuclear and Particle Physics (= Undergraduate Texts in Physics). Springer International Publishing, Cham 2021, ISBN 978-3-03080115-1, doi:10.1007/978-3-030-80116-8 (englisch).

### Fachbücher
- Gerhard Musiol, Johannes Ranft, Roland Reif, Dieter Seeliger (Hrsg.): Kern- und Elementarteilchenphysik. 2., korrigierte  Auflage. Deutsch, Frankfurt am Main Thun 1995, ISBN 978-3-8171-1404-7.
- Klaus Bethge, Gertrud Walter, Bernhard Wiedemann: Kernphysik (= Springer-Lehrbuch). 3. Auflage. Springer Berlin Heidelberg, Berlin, Heidelberg 2008, ISBN 978-3-540-74566-2, doi:10.1007/978-3-540-74567-9.
- Bogdan Povh, Klaus Rith, Christoph Scholz, Frank Zetsche, Werner Rodejohann: Teilchen und Kerne (= Springer-Lehrbuch). 9. Auflage. Springer Berlin Heidelberg, Berlin, Heidelberg 2014, ISBN 978-3-642-37821-8, doi:10.1007/978-3-642-37822-5.
- Alexandre Obertelli, Hiroyuki Sagawa: Modern Nuclear Physics: From Fundamentals to Frontiers (= UNITEXT for Physics). Springer Singapore, Singapore 2021, ISBN 978-981-16-2288-5, doi:10.1007/978-981-16-2289-2.

### Klassiker
- John M. Blatt, Victor F. Weisskopf: Theoretical Nuclear Physics. Springer New York, New York, NY 1979, ISBN 978-1-4612-9961-5, doi:10.1007/978-1-4612-9959-2 (Originaltitel: op. cit. 1952.). Dover 1991: ISBN 978-0-486-66827-7
- Hans A. Bethe, Philip Morrison: Elementary Nuclear Theory. Dover Publications, Mineola, NY 2006, ISBN 978-0-486-45048-3 (englisch, Originaltitel: op. cit. 1956.).
- Emilio Segrè: Experimental Nuclear Physics I, II und III. John Wiley & Sons, 1957.
- Gustav Hertz: Lehrbuch der Kernphysik I, II und III. Werner Dausien (Edition Leipzig), 1957, 1963.
- Leonard Eisenbud, Eugene P. Wigner: Nuclear Structure (= Investigations in Physics. Band 8). Rev. ed. Princeton University Press, Princeton, NJ 1958 (archive.org). Deutsche Übersetzung: Einführung in die Kernphysik, BI-Hochschultaschenbücher, 1966.
- Irving Kaplan: Nuclear Physics (= Addison-Wesley Books in Nuclear Science and Engineering). 2nd Auflage. Addison-Wesley Publishing Company, 1962 (archive.org).
- Haro v. Buttlar: Einführung in die Grundlagen der Kernphysik. Akademische Verlagsgesellschaft, Frankfurt am Main 1964.
- Theo Mayer-Kuckuk: Kernphysik. Vieweg+Teubner Verlag, Wiesbaden 1992, ISBN 978-3-519-43021-6, doi:10.1007/978-3-322-91795-9.
- Amos de-Shalit, Herman Feshbach: Theoretical Nuclear Physics – Vol.1: Nuclear Structure. John Wiley & Sons, New York 1974 (englisch).
- William F. Hornyak: Nuclear Structure. Academic Press, New York 1975, ISBN 978-0-12-356050-6 (archive.org).
- Emilio Segrè: Nuclei and Particles (= Advanced Book Program). 2. Auflage. Benjamin/Cummings Pub. Co., 1977 (archive.org).

### Sachliteratur
- Steven Weinberg: Teile des Unteilbaren: Entdeckungen im Atom (= Spektrum der Wissenschaft. Band 2). 1984, ISBN 3-922508-66-9.